# NGC 7359
NGC 7359 (również PGC 69638) – galaktyka soczewkowata (S0), znajdująca się w gwiazdozbiorze Wodnika. Odkrył ją Francis Leavenworth 14 lipca 1885 roku.